# 진화 (동오)
진화(陳化, ? - ?)는 중국 삼국 시대 오나라의 정치가로, 태상을 역임했다. 자는 원요(元耀)며 예주 여남군 사람이다.

## 행적
《삼국지》에는 등장하지 않으며, 오주전에 인용된 《오서》에 기록이 남아 있다.
여러 책을 두루 읽었으며, 또 기골이 장대하여 신장은 7척 9촌에 달했고 용모에 위엄이 있었다. 낭중령이 되어 위나라에 사신으로 갔다. 위 문제는 술에 취해서 조롱하며 질문했으나, 진화는 조리 있게 대답하였다. 문제는 크게 웃고, 진화를 예로써 대우했다. 귀국 후, 사신의 임무를 완수하여 나라를 빛냈으므로 건위태수에 임명되었다. 얼마 후, 황무 4년(225년) 6월, 승상이 된 고옹의 후임으로 태상이 되었고, 상서령을 겸했다. 이후 밭을 폐하고 치산하지 않으며, 봉록에만 의존하며 백성들의 이익을 침탈하지 않았다. 아내가 죽은 후에도 새로 장가들지 않아, 손권이 종실의 딸로 정처를 삼게 했으나 거부했다.
70세가 되자 은퇴하여 집에서 죽었다.

## 친척 관계
- 진화
  - 진치(陳熾) (아들)

진치는 자가 공희(公熙)로, 어려서부터 지조가 있었고 셈에 능했다. 전종이 표를 올려 칭찬하고 추거했으나, 도중에 죽었다.
| 전임 고옹 | 동오의 태상 225년 ~ ? | 후임 반준 |